# Српска православна црква Светог Михаила у Међи
Српска православна црква Светог Михаила у Међи, у општини Житиште, потиче из друге половине 18. века. Представља непокретно културно добро као споменик културе од великог значаја.

## Архитектура цркве
Црква у Међи је складно пропорционисана грађевина, са полукружном апсидом у ширини брода и фасаде украшене паровима лезена. Дрворезбарске радове на иконостасу извела су браћа Марковић 1773. године у бујном преплету стилизованих барокних елемената са мотивима класицистичке орнаментике. Осликавање олтарске преграде извео је 1779. године Димитрије Поповић, склон барокном схватању религиозне композиције, мада схематизована решења ликова, драперија и позадине откривају традиционални укус. Различит сликарски рукопис (на фигурама апостола) открива присуство још једног аутора, слободније и мекше обраде и богатијег колорита, о чијем пореклу не постоје поуздани подаци.

## Галерија
- Јужна фасада
- Западна фасада
- Иконостас
- Свети Никола и Богородица са Христом
- Вазнесење